# Ermita de Sant Tomàs (Altea)

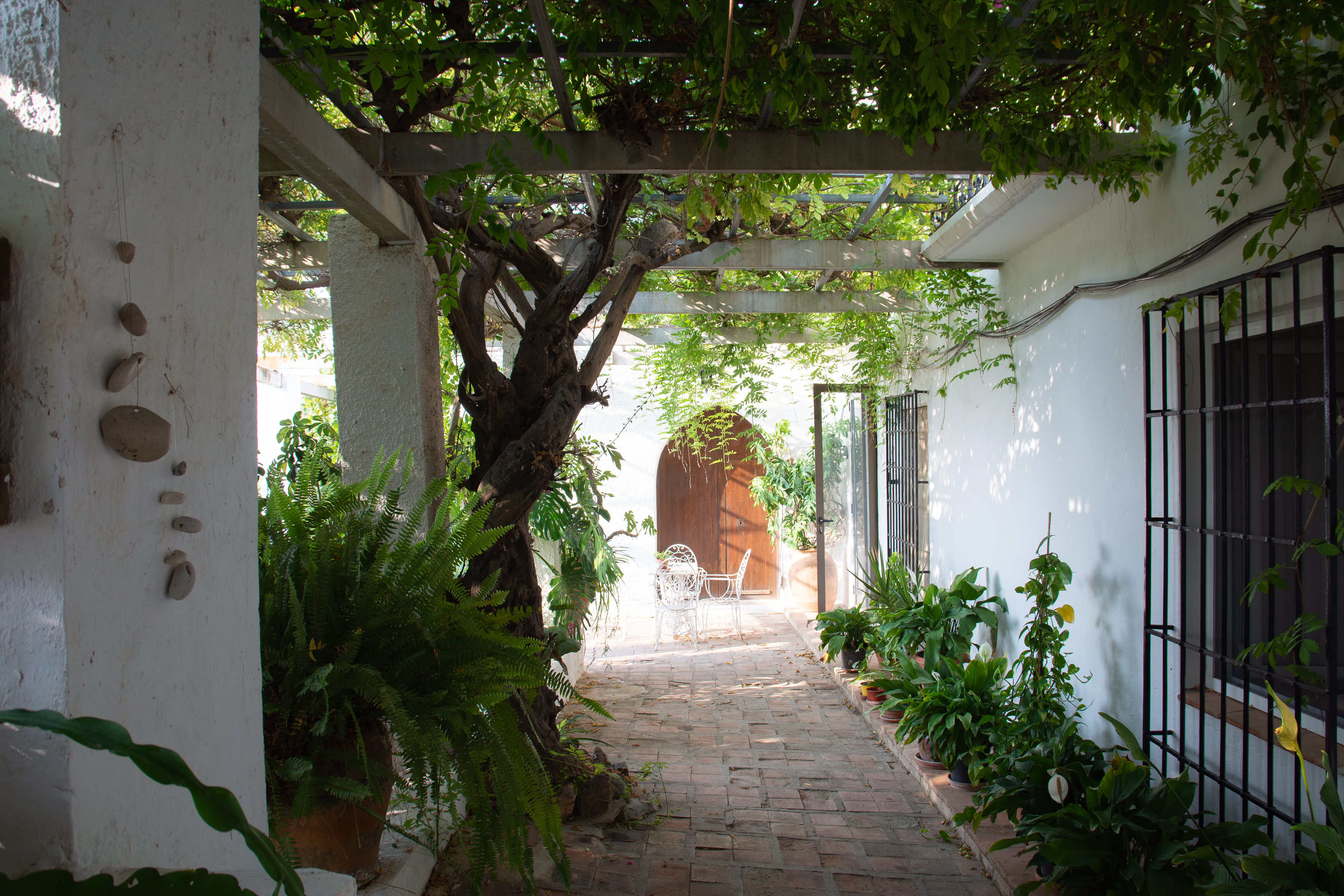
Porta d'accés

L'ermita de Sant Tomàs de Villanueva es troba a Altea (la Marina Baixa). Va ser consagrada el 1756. Agrupa la partida de Cap Negret.
La festa de Sant Tomàs se celebra el primer diumenge de setembre.